# Kommuneblokke i Sverige
Kommuneblok (kommunblock) var et begreb, der blev indført i Sverige i 1964, og som blev afskaffet i 1980.
I 1964 blev Sveriges daværende 1006 kommuner samlede i 282 kommuneblokke. Ved udgangen af 1973 blev 268 af de tilbageværende 271 kommuneblokke opløste. Malmö og Bengtsfors kommuneblokke blev nedlagte ved udgangen af 1977, mens Habo-Mullsjö kommunblock blev opløst ved udgangen af 1980. 
Meningen med kommuneblokkene var, at kommunerne i en blok skulle "lære hinanden at kende", inden at de blev slået sammen til større kommuner. 

## Tre svenske  kommunalreformer
Sverige har haft tre større kommunalreformer i 1863, 1952 og 1971. I løbet af disse knapt 110 år skete der også en løbende tilpasning af kommunestrukturen. 

### Planer fra 1959
Ganske hurtigt efter reformen af landskommunerne i 1952 indså man, at reformen ikke havde været tilstrækkeligt gennemgribende.  Man begyndte nu at overveje hovedbysprincippet.  Købstæder og landsbyer skulle danne ensartede kommuner, hvor staden eller et andet større byområde skulle udgøre hovedbyen for det omgivende område.  1959 års indelningssakkunniga forslog en ny kommunalreform.  Denne gang skulle köpingerne og købstæderne deltage, og de forskellige kommunetyper skulle helt afskaffes.  Samtidig var der forberedelser til andre reformer i gang, der også skulle føre til en mere ensartet, lokal forvaltning af Sverige, som eksempel reformen af underretterne, (hvor visse købstæders egen jurisdiktion blev afskaffet) og politietatens statsliggørelse, samt forandringer på skatteforvaltningsområdet. 

### Blokkommuner fra 1964
Riksdagen vedtog kommunalreformen i 1962.  Tanken var at sammenlægningerne skulle ske frivilligt.  Reformprocessen blev indledt 1. januar 1964, hvor Sveriges kommuner blev inddelt i 282 såkaldte kommuneblokke (kommunblock).  Inden for disse blokke skulle de involverede kommuner samarbejde og "lære hinanden at kende" i årene frem til, at de nye "blokkommuner" kunne dannes.  Man sigtede efter en afsluttet reform i 1971.  Blokkommune var et nyt begreb, som var opstået for at beskrive de nye kommuner, der som ved den tidligere reform ofte tog navn fra en af de kommuner, der skulle lægges sammen.  Det indgik dog ikke i navnet på de nye kommuner og faldt snart ud af brug.  I folkemunde blev blokkommunerne en overgang kaldt storkommuner. 

### Frivillige sammenlægninger i 1965-1969
I nogle tilfælde gik reformen hurtigt; en række sammenlægninger fandt sted i 1965, 1967 og 1969.  I andre tilfælde var der modsætninger inden for kommuneblokken.  Riksdagen besluttede i 1969, at reformarbejdet skulle fremskyndes, og frivilligheden kan dermed anses for at være ophørt. 

## Tvungne sammenlægninger i 1971
Det ensartede kommunebegreb blev indført 1. januar 1971, hvor samtlige tidligere landskommuner, købstæder og köpinger blev omdannet til udelukkende kommuner.  Samtidig ophørte de få tilbageværende municipalsamfund .  Ved at de fleste kommuner omfattede både land- og byområder, og alle havde samme juridiske stilling, var der ingen grund til bevare særskilte benævnelser.  Som en konsekvens af det ensartede kommunebegreb, fik to kommuner provisorisk særlige navne for at skelne dem fra andre kommuner med samme navn, nemlig Vinslövs centralkommun (den tidligere Vinslövs köping) for at skelne den fra Vinslövs (land)kommune samt Tierpsbygdens kommun (tidligere Tierps landskommun) for at skelne den fra Tierps kommun (tidligere Tierps köping). 

## Sammenlægninger efter 1971
Først i 1974 var reformen stort set gennemført, eftersom de fleste nye kommuner var dannet.  Tilbage var tre kommuneblokke.  Den sidste kommunesammenlægning fandt sted i 1977, hvor Bara kommun blev en del af Svedala kommun. Nogle kommuneblokke var mindre egnede og blev opløst uden dannelse af kommuner.  Eksempelvis Solna-Sundbyberg og Habo-Mullsjö.  I 1977-79 var antallet af kommuner i Sverige det hidtil laveste med 277, i modsætning til 2532 i 1930.  I 1980 ophørte den sidste kommuneblok.

## Kommunedelinger fra 1977 og derefter
Det tog en årrække at konsolidere de nye kommuner.  I nogle tilfælde mislykkedes det, og allerede i 1977 og 1979 fandt nogle "skilsmisser" sted.  Eksempelvis Norsjö-Malå og Motala-Vadstena.  Antallet af kommuner var i 1992 kommet op på 286, og var i 2008 oppe på 290.  